# Smältost

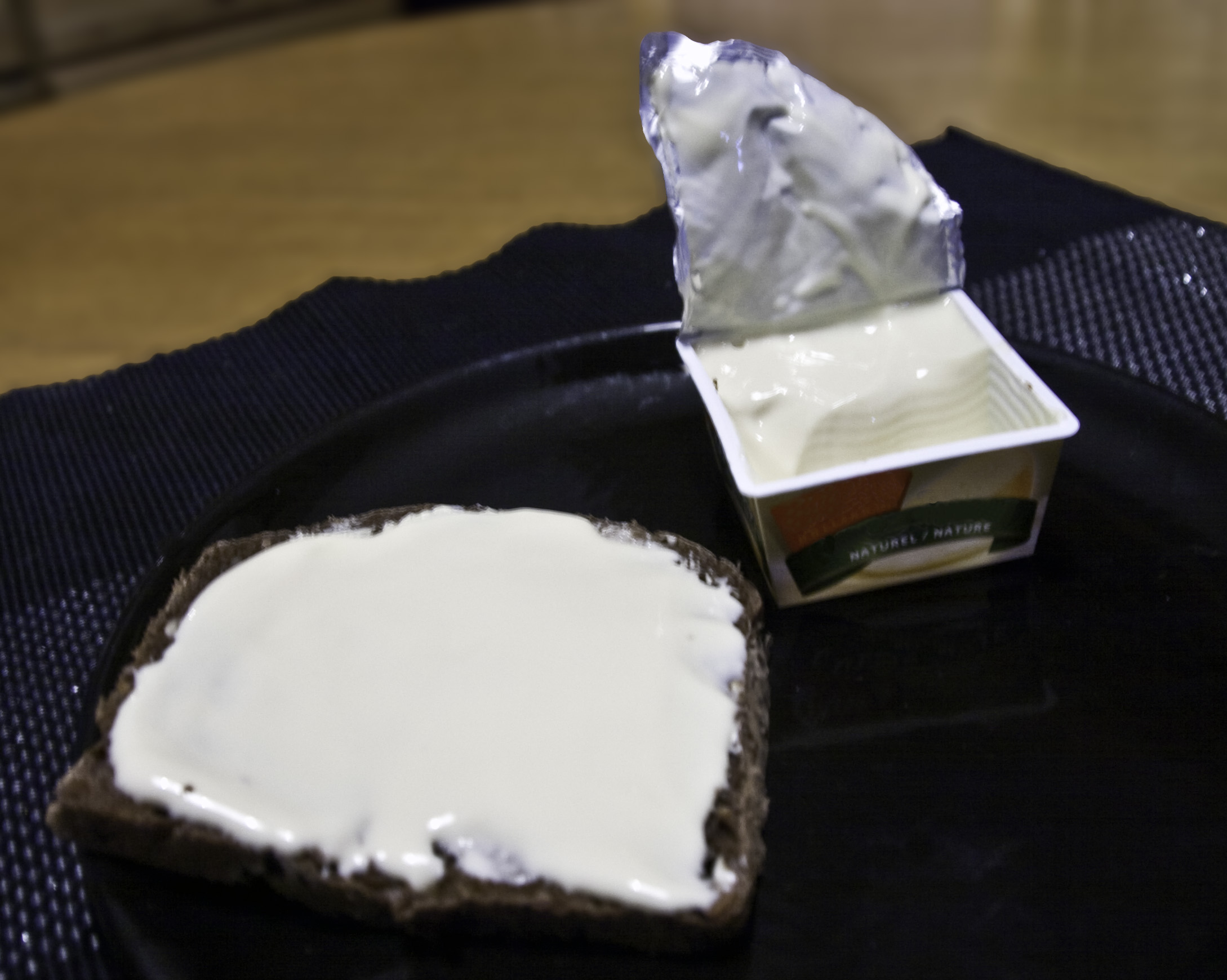
Bredbar smältost.

Smältost, även kallad mjukost, är en bredbar mejeriprodukt tillverkad av mald hårdost och smältsalter, som eventuellt smaksatts med exempelvis skaldjur, skinka, rökt renkött eller svamp. Bredbar smältost säljs i ask och ibland i tub. Smältost är en mager produkt och kan användas som smörgåspålägg men även i matlagning.

## Historia
Smältosten uppfanns i Schweiz 1912. Den blev särskilt populär i USA och med tiden föddes begreppet amerikansk ost.
Norska Kavli lanserade världens första smältost med lång hållbarhetstid 1924, och även den första osten på tub 1929. I Norge och Sverige kallades den inledningsvis kavliost i folkmun. Livsmedel i tub är något som i början av 2000-talet fortfarande är ovanligt i stora delar av världen.
I Sverige uppfattades smältosten som modern, till skillnad från hårdostarna. Under 1950-talet kunde smältostarna ha olika namn, ofta engelskklingande. Ett känt tidigt exempel på smältost är raketost. Smältost var fördelaktig att smaksätta, vilket hade blivit vanligt i Sverige i mitten av 1900-talet. Då var räkor, champinjon och skinka tre vanliga smaksättningar på mjukost. Under 1970-talet sågs den som ett lågprisalternativ till dessertostar och förekom på ostbrickor.

## Hamburgerost

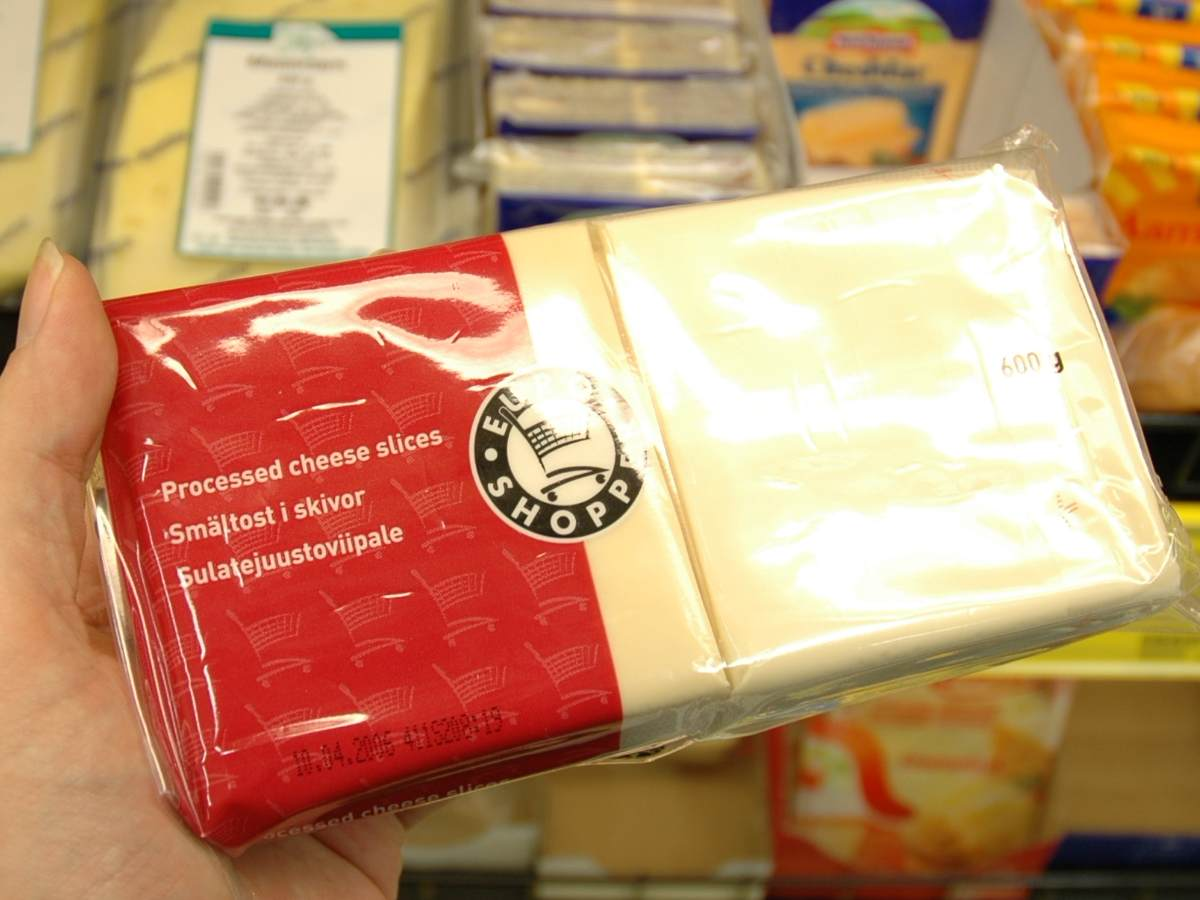
Smältost i skivor.

Så kallad hamburgerost är smältostskivor som säljs styckförpackade, ofta med cheddarsmak. Hamburgerost kan användas till exempelvis hamburgare, dippsåser, varma smörgåsar och maträtten macaroni and cheese. Förutom ost och smältsalter brukar den innehålla mjölk, smör eller olja och färgämne. Smältostskivor används av exempelvis snabbmatsrestauranger.